# Agrotis porphyricollis
Espèce
Synonymes
- Perigea albinasus Walker, 1857
- Euxoa porphyricollis
- Agrotis porphyricollis Guenée, 1852
- Agrotis recondita Walker, 1857
- Graphiphora reclusa Walker, 1857
- Agrotis rubrilinea Walker, 1857
- Agrotis dorsicinis Walker, 1858
- Graphiphora lapidosa Walker, 1858
- Hadena albipalpis Walker, 1865
- Elegarda summa Walker, 1865
- Spaelotis pectinata Walker, 1865
- Tetrapyrgia graphiphorides Walker, 1865
- Elegarda orthosioides Walker, 1865
- Agrotis transversa Walker, 1869
- Agrotis baueri R. Felder & Rogenhofer, 1874
- Graphiphora ctenota Turner, 1939

Agrotis porphyricollis est une espèce de lépidoptères (papillons) de la famille des Noctuidae.
On le trouve en Australie (Australie-Méridionale, Australie-Occidentale, Tasmanie, Victoria et Nouvelle-Galles du Sud).
Il a une envergure d'environ 30 mm.
Sa chenille est un nuisible qui vit sous terre pendant le jour et sort la nuit pour se nourrir. Elle se nourrit notamment sur les betteraves et les pommes de terre.

## Galerie

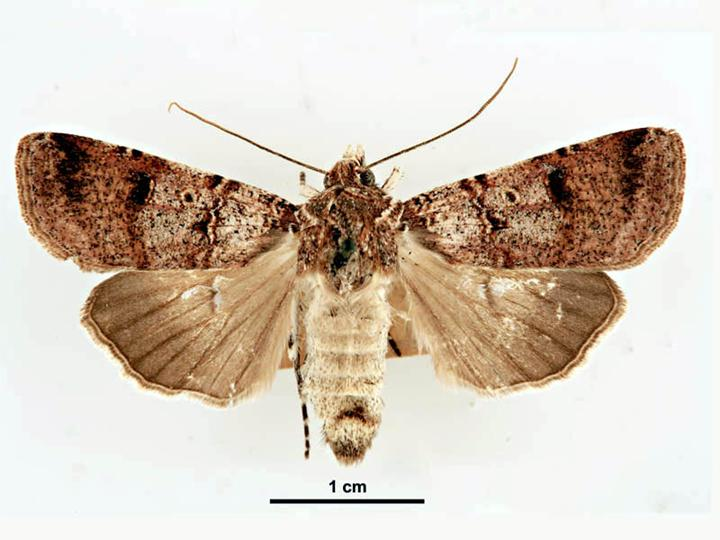
Femelle

## Synonyme
- Euxoa injuncta